# Église Sainte-Anastasia de Hloukhiv
L’église sainte-Anastasia de Hloukhiv est une des plus grandes églises de la ville, elle est consacrée aux trois Anastasia :
- Anastasia Mikhaïlovna de Russie (1860-1922), grande-duchesse de Russie et grande-duchesse de Mecklembourg-Schwerin,
- Anastasia Nikolaïevna de Russie (1901-1918), fille de Nicolas II de Russie,
- Anastasia Romanovna Zakharine (1520-1560), tsarine de Russie, première femme d'Ivan IV le Terrible.

## Histoire
Par son architecture, elle se rapproche de la Cathédrale Saint-Vladimir de Kiev. Elle continue l'église en bois dédicacé à Anastasia qui existait, brûla, et qui fut remplacée en 1717 par une église en pierre dont les fonds provenaient de l'hetman Anastasia Skoropadskaya. Endommagée par un incendie en 1784, elle fut entièrement reconstruite en 1816. Puis, en 1884, le gouvernement provincial approuvait une reconstruction, en partie financée par Nicola et Fedor Tereschenko sur les plans de Andrey Gun. Elle fut achevée en 1893[Passage contradictoire].
En 2007 elle fut nommée sixième des sept merveilles de Soumy.

## Intérieur
Son iconostase est de marbre blanc, sa décoration est de Pavel et Pavel Svedomski.

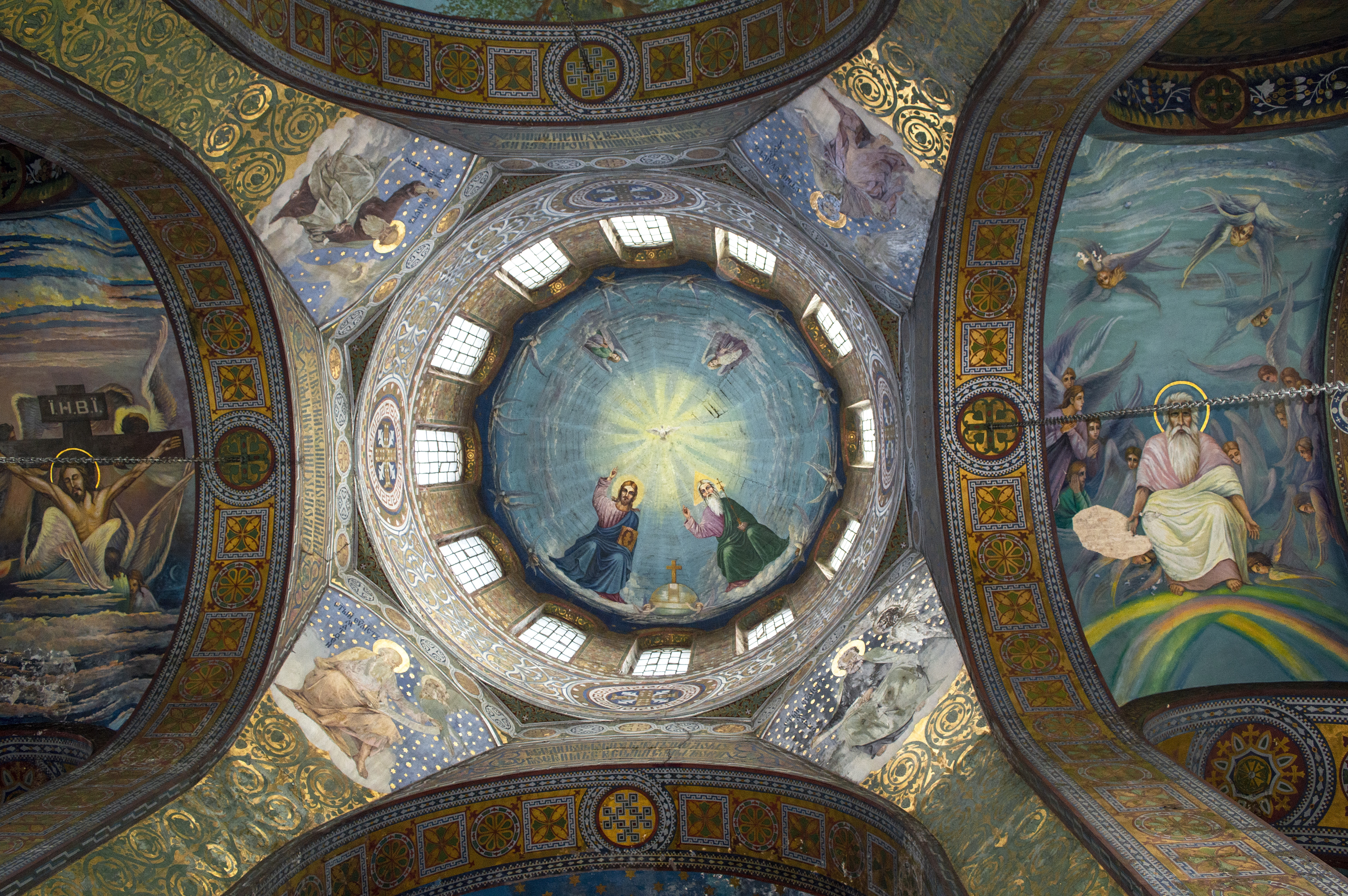
Intérieur d'un dôme,
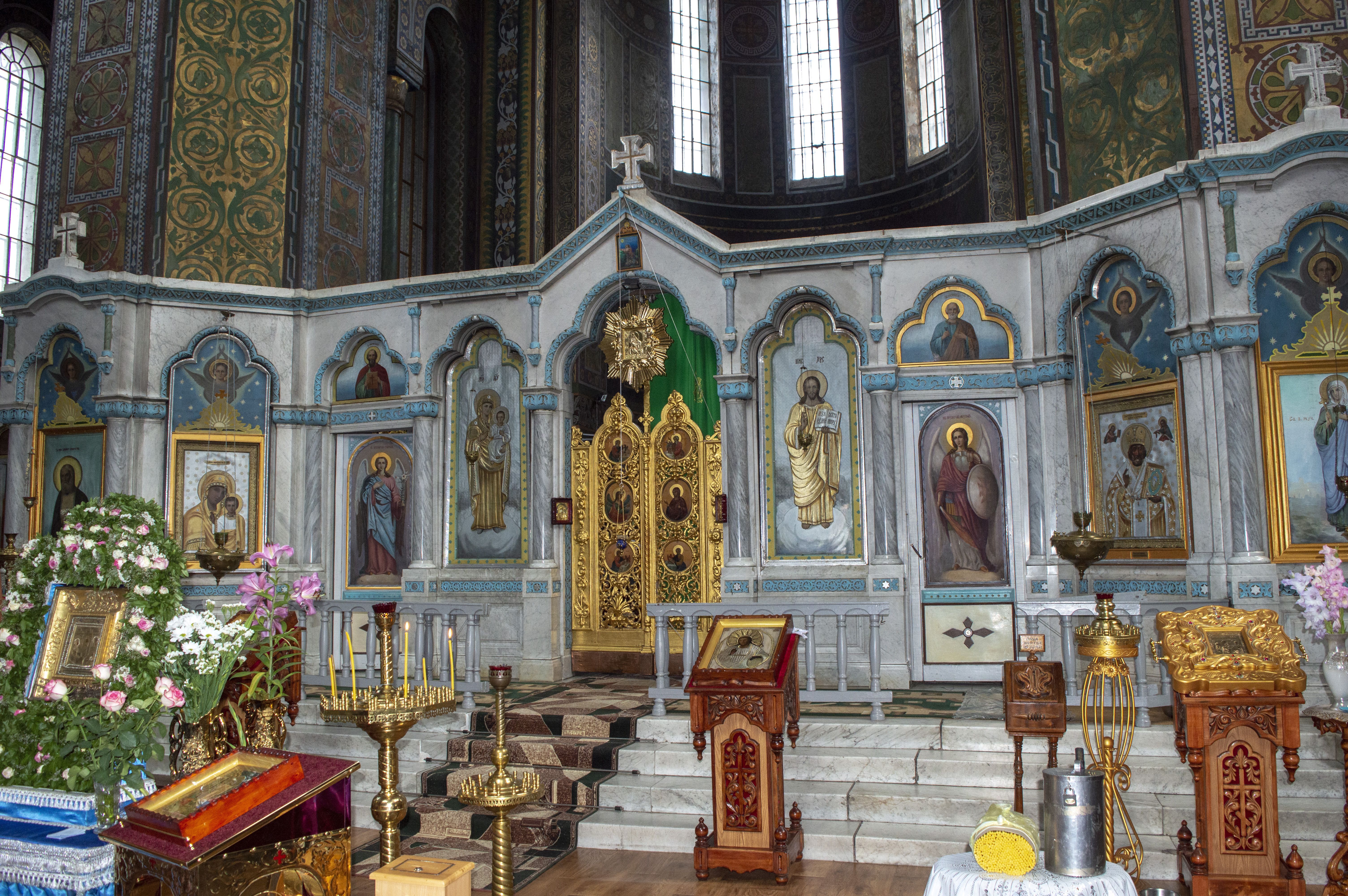
iconostase,
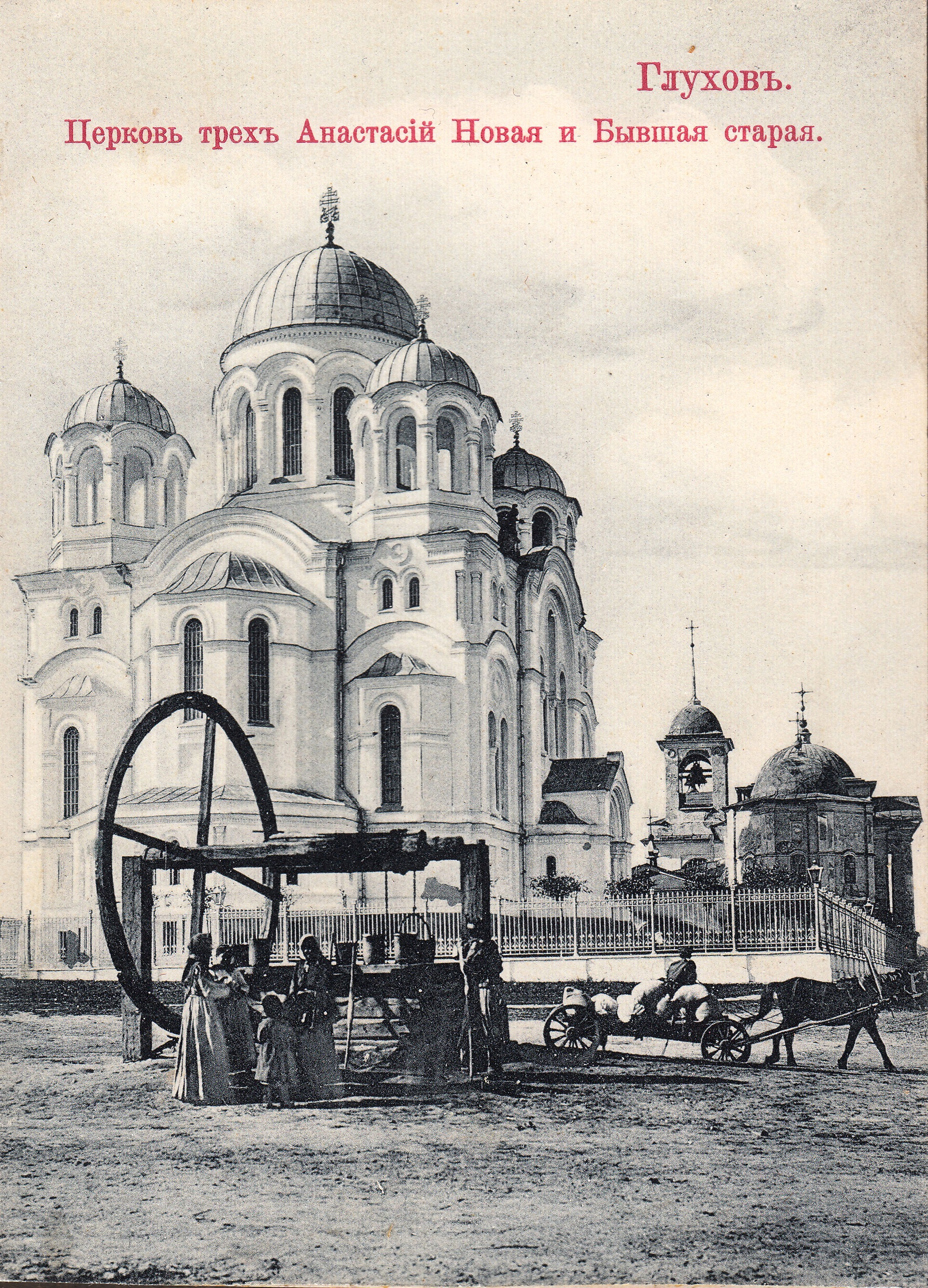
vers 1896.